# Strategie od zemědělce ke spotřebiteli
Strategie od zemědělce ke spotřebiteli (Od zemědělce ke spotřebiteli, Od vidlí po vidličku, Z vidlí na vidličku, Farm to Fork) je důležitou součástí Zelené dohody pro Evropu (Green Deal), která úzce navazuje na Strategii EU v oblasti biologické rozmanitosti. Představuje vizi rozsáhlé transformace celého evropského zemědělství včetně navazujících odvětví, jejímž cílem má být obnova biologické rozmanitosti v zemědělské krajině a pokles emisí skleníkových plynů ze zemědělského sektoru. Dalšími cíli je rovněž zajištění potravinové bezpečnosti, zlepšení podmínek chovu zvířat, zvýšení kvality potravin a tím i zdraví obyvatel. Významnými opatřeními má být např. snížení používání nebezpečnějších pesticidů o 50 %, pokles ve využívání hnojiv o 20 %, snížení spotřeby antibiotik v živočišné výrobě o 50 % a vyhrazení 25 % zemědělské půdy na ekologické zemědělství. Evropa hodlá tlačit i na dovozce potravin z mimo-unijních zemí, aby rovněž dodržovaly určité ekologické standardy. Strategie od zemědělce ke spotřebiteli, jakož i celá Zelená dohoda pro Evropu, není právně závazným dokumentem. Její cíle proto musejí být prováděny prostřednictvím dalších nástrojů, mezi které patří především Společná zemědělská politika, Společná rybářská politika a řada evropských zákonů. Všechny cíle a opatření této strategie mají být zavedeny do roku 2030.

## Obsah strategie
Strategie Od vidlí po vidličku navazuje na Strategii EU pro biodiverzitu a rozvíjí její cíle v oblasti zemědělství. Obě strategie jsou proto v souladu a vzájemně se doplňují.

### Obnova biologické rozmanitosti
V souladu se Strategií EU v oblasti biologické rozmanitosti má být 25 % zemědělské půdy vyhrazeno pro ekologické zemědělství, které má značně pozitivní efekt na biodiverzitu. To by mělo být výrazně podporováno skrze přímé platby Společné zemědělské politiky (tzv. ekoschémata), ale také podporou trhu s ekologickými produkty například jejich propagací a poptávkou ze strany veřejného sektoru. Výrazně omezeno má být také využívání pesticidů, kdy spotřeba těch nebezpečnějších má klesnout o 50 %. V této souvislosti se mluví o podpoře alternativních metod ochrany sklizně, jako je střídání plodin nebo mechanické odstraňování plevelů. O 20 % má klesnout rovněž celkové množství používaných hnojiv, přičemž úniky hnojiv do okolí se mají snížit o 50 %. Tím má být zamezeno eutrofizaci a znečišťování vod, ke kterému dochází v důsledku splachování živin z polí. 
Aby snížení množství hnojiv a pesticidů nevedlo k příliš velkému propadu zemědělské produkce, mají být v rámci Společné zemědělské politiky podporovány technologie precizního zemědělství, které detailně zkoumají vlastnosti půdy v různých místech pozemku a umožňují tak dávkovat množství a skladbu hnojiv přímo na míru konkrétnímu pozemku v dané poloze. Stejný přístup lze využít také k lepšímu dávkování pesticidů či k optimalizaci zavlažování, díky čemuž je možné výrazně snížit množství používaných hnojiv, pesticidů i vody, aniž by to ovlivnilo objem zemědělské produkce. Rozvoj umělé inteligence také umožňuje vývoj technologií, které mohou pesticidy do značné míry nahradit. Jedná se např. o mechanické odstraňování plevelů, založené na strojovém učení, které často vykonávají autonomní zemědělská vozidla. Přímo zmiňovaná je v této souvislosti např. podpora zavedení vysokorychlostního širokopásmového internetu do venkovských oblastí, který je pro tyto technologie nezbytný. Dále se počítá s širokým uplatněním evropských družicových systémů Copernicus a Galileo.
Kromě těchto metod se zvažuje také podpora novým genomickým technikám jako je sekvenování, které by mohlo vést k šlechtění plodin odolnějších vůči škůdcům. Zmiňována je také podpora agrolesnictví a agroekologie. Součástí návrhů strategie je také zastropování zemědělských dotací pro velké agrární podniky, které byly dosud hlavním příjemcem dotací, a přesměrování finančních toků směrem k drobným a ekologicky hospodařícím farmářům.
Kromě zemědělského a potravinářského sektoru se strategie dotýká také rybářského průmyslu. Prostřednictvím opatření v rámci Společné rybářské politiky má být dosaženo udržitelné produkce ryb a mořských plodů. To znamená především zajištění udržitelných stavů rybích populací, ale také třeba účinnější kontrola zákazu výmětů (jde o praxi, kdy rybáři vyhazují zpět do moře chycené, a často už mrtvé, ryby těch druhů, u nichž byly překročeny rybolovné kvóty). Evropská komise chce také posílit řízení rybolovu ve Středomoří.

### Snižování emisí skleníkových plynů
Strategie si klade za cíl výrazně snížit emise skleníkových plynů, souvisejících se zemědělskou a potravinářskou výrobou, a za tímto účelem navrhuje celou řadu opatření. Jedním z nich je podpora zemědělců a lesníků, kteří by prostřednictvím Společné zemědělské politiky měli být odměňovány za postupy, díky nimž dochází k pohlcování a ukládání uhlíku do zemědělská či lesní půdy. Kontrola účinnosti takovýchto postupů by měla být prováděna pomocí vhodné certifikace.
Zemědělci by měli ve větší míře budovat bioplynky na výrobu metanu z hnoje, splašek a potravinářských či komunálních odpadů. To má vést k poklesu emisí z hnoje a ke zvýšení produkce obnovitelných zdrojů energie. Zemědělci mají být rovněž motivováni k tomu, aby na střechy stodol, chlévů a jiných zemědělských staveb umisťovali fotovoltaické panely.
Zemědělství je zodpovědné za 10,3 % všech emisí skleníkových plynů, z čehož 70 % připadá na živočišnou výrobu (především ve formě metanu a dusíkatých plynů). Živočišná výroba zároveň využívá 68 % celkové zemědělské půdy v EU. Strategie proto přichází s řadou řešení, která mají negativní dopady živočišné výroby zmírňovat. Jedním z nich je větší využívání alternativních krmiv na bázi hmyzu, mořských řas či rybího odpadu. V EU by také měl být podporován chov studenokrevných živočichů, který je emisně i prostorově šetrnější než chov tradičních hospodářských zvířat. Přímo zmiňována je podpora rybích farem a farem produkující mořské plody. Zvláštní důraz je kladen na potenciál produkce mořských řas.

### Zajištění potravinové bezpečnosti
Strategie upozorňuje na zranitelnost evropské produkce potravin v souvislosti s malou odolností zemědělských plodin a hospodářských zvířat vůči novým chorobám, výkyvům počasí a klimatickým změnám. Neutěšená situace v tomto ohledu je dána především průmyslovým charakterem rostlinné i živočišné produkce, spojené s malým počtem pěstovaných druhů plodin či chovaných zvířat a špatnými podmínkami zvířat ve velkochovech. Strategie proto počítá se zajištěním dostatečné nabídky osiv odrůd přizpůsobených místním podmínkám a výrazné zlepšení podmínek chovaných zvířat. Do roku 2030 se mát také snížit množství používaných antibiotik v živočišné výrobě o 50 %. 
Strategie rovněž plánuje zkracovat potravinové řetězce, podporovat lokální výrobu a zvýhodňovat ekologicky vyráběné potraviny. Zlepšení podmínek zvířat ve velkochovech a využívání rozmanitých druhů plodin a plemen zvířat má spolu s rozvojem ekologického zemědělství vést k větší odolnosti potravinové produkce a připravenosti na klimatické změny.

### Dosažení udržitelné spotřeby
Lidé v EU spotřebovávají nadměrné množství masa a tuků, což má velké dopady jak na biodiverzitu a emise skleníkových plynů, tak i na zdravotní stav obyvatelstva. Strategie proto usiluje o propagaci zdravé výživy a rostlinné stravy s cílem snížit konzumaci masa, a to především červeného. Kromě propagace budou k dosažení změn ve spotřebních návycích využity také ekonomické nástroje, jako např. rozdílné sazby DPH na různé druhy potravin nebo nákupy ekologických potravin školami a jinými státními institucemi. Na předních stranách všech potravin budou povinně umisťovány informace o nutriční hodnotě výrobku podle harmonizovaného evropského systému značení, který by měl spotřebitelům pomoci rozhodovat se pro zdravé a udržitelné potraviny. Pro obchodní řetězce a distributory potravin bude vypracován kodex pro odpovědné marketingové a podnikatelské chování a bude vyžádán příslib jeho dodržování. Snížením spotřeby masa se zmírní tlak na živočišnou výrobu a tím i na intenzivní využívání zemědělské půdy. To umožní udržet v EU potravinovou soběstačnost i při současném zvyšování neproduktivních ploch, omezení pesticidů a rozvoji ekologického zemědělství.

### Podpora globální transformace
Evropská unie plánuje využít mezinárodních mnohostranných i dvoustranných fór k prosazování ekologické transformace i na globální úrovni. K tomuto cíli hodlá využít skutečnosti, že Evropa představuje významný trh pro mnoho dodavatelů ze zahraničí. EU bude bránit dovozu potravin a jiných komodit, které jsou spojeny s odlesňováním, nadměrným rybolovem či degradací životního prostředí, čímž bude tlačit na cizí státy i firmy, aby se řídili podobnými principy jako Evropa. K monitorování stavu životního prostředí a plnění ekologických závazků na území EU i ve světě budou využívány mimo jiné evropské družicové systémy.

## Implementace strategie
Strategie Od vidlí po vidličku byla společně se Strategií EU pro biodiverzitu představena Evropskou komisí v květnu roku 2020  a v říjnu roku 2021 byla schválena Evropským parlamentem. Avšak přestože jsou tyto strategie oficiálně schválené, jejich cíle nejsou pro členské státy EU právně závazné. Text strategií je proto třeba chápat především jako záměr, který evropská komise spolu s evropským parlamentem hodlají prosazovat. Jednotlivé cíle strategie jsou prosazovány hlavně prostřednictvím Společné zemědělské politiky a Společné rybářské politiky, jejichž pravidla již pro členské státy závazné jsou. Mezi další nástroje patří prosazování evropských zákonů jako např. směrnice o používání pesticidů.

## Opozice vůči strategii
Cíle strategie Od vidlí po vidličku se výrazně dotknou konvenčně hospodařících zemědělských podniků, výrobců pesticidů i jiných subjektů, kteří se proto k cílům strategie staví od počátku odmítavě. Nejhlasitější kritika zaznívá od organizace Copa Cogeca, což je největší evropský svaz organizací, lobujících především za zájmy velkých agrárních a potravinářských podniků. Dalším výrazným protivníkem je uskupení ECPA (European Crop protection Association), které sdružuje lobbistické organizace výrobců pesticidů.

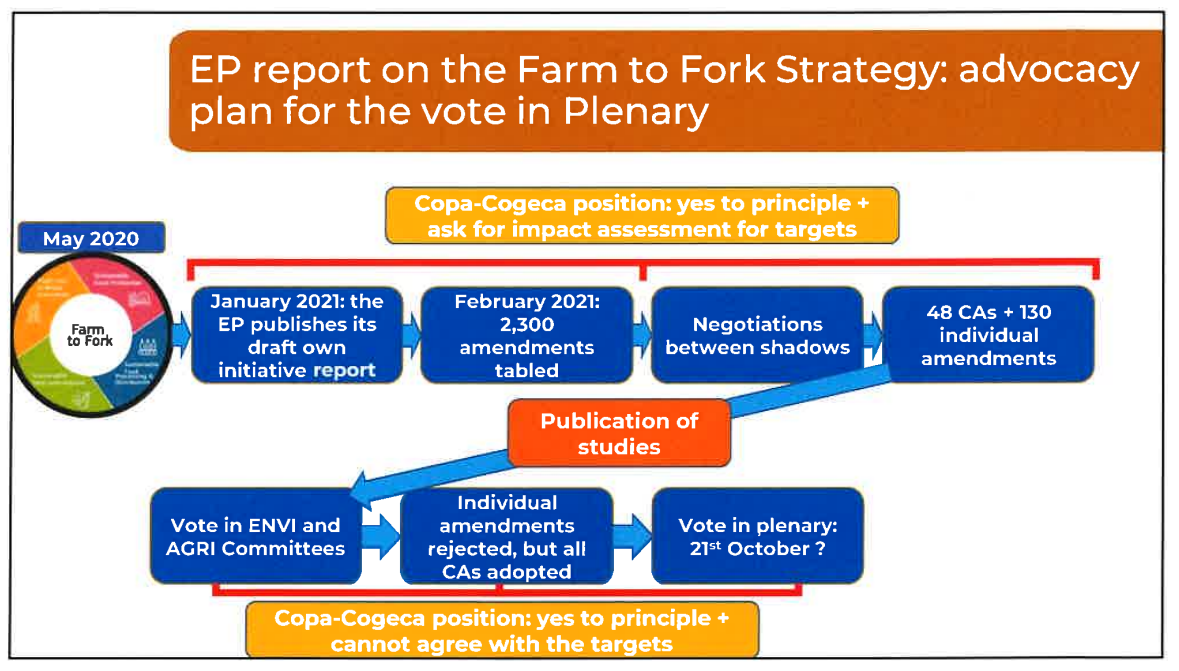
Slide z uniklé interní prezentace, v němž Copa Cogeca popisuje svůj boj proti strategii Od vidlí po vidličku.

V říjnu roku 2021 unikl na veřejnost interní dokument organizace Copa Cogeca ve formě powerpointové prezentace, z něhož je zřejmé, že zástupci agrárního průmyslu a výrobců pesticidů vedli proti strategii promyšlenou kampaň s cílem zabránit jejímu schválení evropským parlamentem. Lobbisté si zaplatili zpracování několika tzv. dopadových studií, které měli dokazovat, že cíle strategie jsou nerealistické, nebudou mít na biodiverzitu žádný efekt a zásadním způsobem poškodí evropské zemědělce i potravinovou soběstačnost Evropy. Závěry těchto studií byly záměrně šířeny po internetu a na sociálních sítích právě v době, kdy se schylovalo k hlasování v evropském parlamentu. Z uniklé prezentace vyplynula rovněž překvapivá informace, že se na této kampani podílel i mediální portál Euractiv.
Úspěch strategie Od vidlí po vidličku i Strategie EU pro biodiverzitu závisí na tom, do jaké míry se cíle těchto strategií podaří implementovat do pravidel Společné zemědělské politiky. Když se roku 2021 blížilo schvalování nového plánu Společné zemědělské politiky na období 2023 až 2027, Copa cogeca a ECPA naléhali na Evropskou komisi i Evropský parlament, aby odložili schvalování strategie Od vidlí po vidličku s odůvodněním, že v době covidové pandemie by zemědělci neměli být znejišťováni novými povinnostmi. Současně s tím však silně tlačili na co nejrychlejší přijetí plánu Společné zemědělské politiky, který byl navržen roku 2018 Junckerovou komisí a neobsahoval cíle strategie. Významně tím přispěli k tomu, že přijatý plán obsahuje jen zlomek cílů obou strategií. Namísto 10 % zemědělské půdy, která měla být přeměněna na meze, remízky, tůně a mokřady, bude takto využito jen 3 až 4 % půdy. Na podporu ekologického zemědělství bude využito jen 25 % přímých plateb na místo navrhovaných 40 %, ap.
Protože o konkrétní podobě Společné zemědělské politiky rozhodují do značné míry sami členské státy Evropské unie, Copa Cogeca prostřednictvím svých členských organizací vystupňovala nátlakové akce v jednotlivých státech Unie s cílem dále oslabit ekologické cíle ve prospěch konvenčního zemědělství. Např. v České republice organizovala Agrární komora a Zemědělský svaz ČR (obě organizace jsou členy svazu Copa Cogeca) po celé republice protestní jízdy zemědělské techniky proti omezením ve využívání pesticidů, proti podpoře malých farem a proti dalším ekologickým opatřením.  Někdejší prezident agrární komory Zdeněk Jandejsek vystoupil s ostrou kritikou ekologických opatření dokonce na proruské demonstraci "Česká republika na 1. místě".
Po vypuknutí války na Ukrajině se Rada Evropské unie rozhodla vyhovět naléhání zástupců agrárního průmyslu a odložit nejvýznamnější opatření v oblasti podpory biodiverzity v zemědělské krajině o několik let . Až do roku 2023 tak zemědělci nemusejí vyčleňovat určená 3 % zemědělské plochy na významné krajinné prvky a nemusejí ani střídat plodiny. Roku 2023 ministr Nekula povinnosti zemědělců dále oslabil tím, že jim umožnil vykazovat jako krajinné prvky i formálně vyčleněné části pastvin a luk na místo orné půdy.

## Podpora strategie
Strategie má naopak výrazně podpořit drobné a ekologicky hospodařící farmáře, kteří cíle strategie zpravidla podporují, avšak nemají tak silný hlas jako konvenční agroprůmysl. Mezi organizace zastupující zájmy drobných farmářů patří například svaz European Coordination of Via Campesina (ECVC) nebo European Milk Board. Na úrovni České republiky zastupuje zájmy drobných farmářů především Asociace soukromého zemědělství, která většinu evropských opatření podporuje a zaujímá zpravidla zcela protikladné postoje než Agrární komora a Zemědělský svaz ČR.
Roku 2019 vznikla celoevropská iniciativa s názvem Zachraňme včely i farmáře, které se do roku 2022 podařilo získat 1,2 milionu podpisů a stala se tak sedmou úspěšnou evropskou občanskou iniciativou uznanou evropskou komisí. Iniciativa požaduje do roku 2030 snížit používání pesticidů o 80 % a do roku 2035 je přestat používat úplně. Dále požaduje obnovit přírodní ekosystémy a vysokou biologickou rozmanitost v zemědělské krajině a více podporovat drobné a ekologicky hospodařící farmáře. Evropská komise tuto iniciativu uvítala, neboť v ní vidí podporu cílů strategie.
Cíle strategie Od vidlí po vidličku i Strategie EU pro biodiverzitu jsou podporovány hlavně občanskými iniciativami, neziskovými organizacemi a uskupeními na ochranu přírody. V České republice patří k nejvýznamnějším podporovatelům Hnutí duha, která vede kampaň "Tohle žeru" za podporu ekologického zemědělství, návrat krajinných prvků do zemědělské krajiny, snížení množství pesticidů, ap. K dalším významným subjektům patří Koalice pro krajinu, která sdružuje celou řadu organizací na ochranu přírody a požaduje přeměnu 10 % orné půdy na výrazné krajinné prvky.